# Nipigon River
Der Nipigon River ist ein 48 km langer Fluss in der kanadischen Provinz Ontario.
Der Fluss entwässert den Nipigonsee, fließt in südlicher Richtung und mündet in die Nipigon Bay, einer Bucht des Oberen Sees. Dabei beträgt die Höhe an seinem Ausfluss aus dem Nipigonsee 260 m. An seiner Mündung sind es noch 183 m. Ende Mai 2011 betrug der durchschnittliche Abfluss beim Alexander Dam 420 m³/s.

## Geschichte

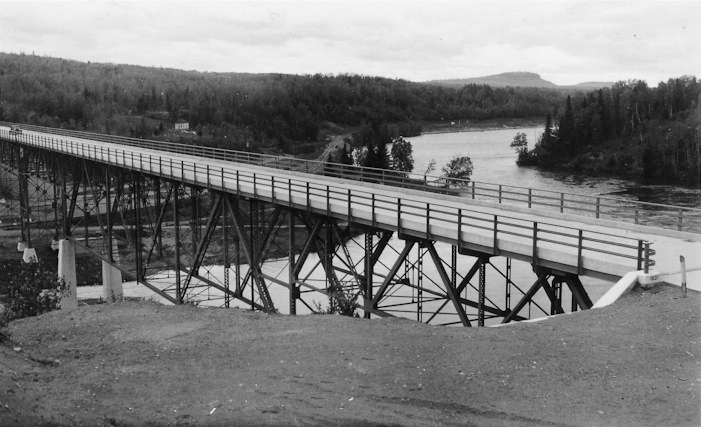
Die Nipigon River Bridge, ursprünglich 1937 eröffnet, bildet einen Engpass im kanadischen Verkehrsnetz zwischen Atlantik und Pazifik

Archäologische Spuren weisen die kontinuierliche Anwesenheit von Menschen ab etwa 2000 v. Chr. nach. Zwischen 3000 v. und 1000 n. Chr. entstanden weitläufige Handelswege. Im Sommer waren dies Kanuwege, die mit Birkenrindenkanus befahren wurden, im Winter Wege, die für Schlittenhunde geeignet waren.
Zwischen 1717 und 1905 entstanden sechs Handelsstützpunkte, die von Angehörigen der sechs umwohnenden First Nations häufig frequentiert wurden. Die Indigenen wiederum wurden Teil der Geldwirtschaft, als sie begannen, auf der Grundlage ihrer Orts- und Naturkenntnisse ihre Führerdienste gegen Bezahlung anzubieten.
Der Nipigon River war legendär für die Menge und Größe der hier vorkommenden Bachsaiblinge.
Der Bau von vier Staudämmen (Cameron Falls Dam, Virgin Falls Dam (erbaut 1925), Alexander Dam, Pine Portage Dam) entlang des Flusslaufs führte jedoch zu einem starken Rückgang der Fischpopulation.

## Wasserkraftnutzung
Nördlich des Nipigonsees wird ein Teil des Ogoki River, ein Nebenfluss des Albany River, umgeleitet. Anstatt wie ursprünglich in die James Bay zu fließen, strömen nun 121 m³/s dem Nipigonsee zu und vergrößern somit effektiv das Einzugsgebiet des Nipigon River und erhöhen den mittleren Abfluss und die nutzbare Wassermenge zur Stromgewinnung.
Die Wasserkraftwerke an Cameron Falls Dam, Alexander Dam und Pine Portage Dam liefern zusammen eine Jahresleistung von etwa 2,144 TWh (im Jahr 2002).
Alle drei Wasserkraftwerke werden von der Ontario Power Generation betrieben.
In Abstromrichtung sind dies:
| Name          | Fertig- stellung | Stauhöhe [m] | Leistung [MW] | Anzahl Turbinen |
| ------------- | ---------------- | ------------ | ------------- | --------------- |
| Pine Portage  | 1950–1954        | 259,55       | 142           | 4               |
| Cameron Falls | 1918–1958        | 227,07       | 87            | 7               |
| Alexander     | 1930–1958        | 203,25       | 69            | 5               |

## Fischfang
Der Nipigon River ist ein beliebtes Ziel für Angler.
Im Jahre 1915 fing Dr. Cook den bis dahin größten Bachsaibling.

Vier Jahre später verbrachte Prince Edward, Prince of Wales (späterer König Edward VIII. und Duke of Windsor) einen Angelurlaub am Nipigon River. Ein dabei gefangener Saibling wird heute noch im National Archives of Canada ausgestellt.
Mehrmals im Jahr findet man im Nipigon River auch Amerikanische Seesaiblinge, Regenbogenforellen und Lachse.
Die wandernden Fische treffen 15 km oberhalb der Mündung auf den ersten Damm.
Die Stauseen oberhalb der Dämme eignen sich für den Fang von Amerikanischen Seesaiblingen.
Die Angelsaison beginnt am 1. Mai und reicht bis Ende November.